# Adamou Garba (Offizier)
Adamou Garba (* 16. August 1962 in Dimbokro, Elfenbeinküste) ist ein nigrischer Offizier.

## Leben
Adamou Garba besucht nach der Grund- und Mittelschule das Lycée Technique in Maradi, das er mit dem Baccalauréat abschloss. Er trat 1986 in die Streitkräfte Nigers ein und ging von 1988 bis 1990 auf die Offiziersschule in Bouaké in der Elfenbeinküste. Er erreichte 1996 den Dienstgrad eines Hauptmanns und wurde zum Kommandant der Pionierkompanie der nigrischen Streitkräfte ernannt.
Garba war als einer von 14 Offizieren Mitglied des Rats der nationalen Versöhnung, der Militärjunta, die Niger nach dem Sturz von Präsident Ibrahim Baré Maïnassara von April bis Dezember 1999 beherrschte. Im Oktober 1999 wurde er zum Chef de bataillon befördert. Nach der Rückkehr zu einer zivilen Regierung setzte Garba seine militärische Laufbahn fort. 2002 wurde er Kommandant des Ausbildungslagers der Streitkräfte in Tondibiah.
Als von Februar 2010 bis Januar 2011 erneut eine Militärjunta, der Oberste Rat für die Wiederherstellung der Demokratie, vorübergehend die Macht im Staat übernahm, war Adamou Garba, inzwischen im Rang eines Oberstleutnants, wieder deren Mitglied. Unter dem zivilen Präsidenten Mahamadou Issoufou wurde er im Juli 2011 zum Oberst befördert.

## Ehrungen
- Tapferkeitskreuz mit Palme[1]